# Colonia (departement)
Colonia er et af de 19 departementer i Uruguay. Departementet har et areal på 6.106 kvadratkilometer, og et indbyggertal (pr. 2004) på 119.266.
Colonia-departementets hovedstad er byen Colonia.
34°S 58°V / 34°S 58°V